# 7 ربيع الآخر
- السبت
- الأحد
- الاثنين
- الثلاثاء
- الأربعاء
- الخميس
- الجمعة

- 2528 سبتمبر 2024
- 2629 سبتمبر 2024
- 2730 سبتمبر 2024
- 281 أكتوبر 2024
- 292 أكتوبر 2024
- 303 أكتوبر 2024
- 14 أكتوبر 2024
- 25 أكتوبر 2024
- 36 أكتوبر 2024
- 47 أكتوبر 2024
- 58 أكتوبر 2024
- 69 أكتوبر 2024
- 710 أكتوبر 2024
- 811 أكتوبر 2024
- 912 أكتوبر 2024
- 1013 أكتوبر 2024
- 1114 أكتوبر 2024
- 1215 أكتوبر 2024
- 1316 أكتوبر 2024
- 1417 أكتوبر 2024
- 1518 أكتوبر 2024
- 1619 أكتوبر 2024
- 1720 أكتوبر 2024
- 1821 أكتوبر 2024
- 1922 أكتوبر 2024
- 2023 أكتوبر 2024
- 2124 أكتوبر 2024
- 2225 أكتوبر 2024
- 2326 أكتوبر 2024
- 2427 أكتوبر 2024
- 2528 أكتوبر 2024
- 2629 أكتوبر 2024
- 2730 أكتوبر 2024
- 2831 أكتوبر 2024
- 291 نوفمبر 2024
- 302 نوفمبر 2024
- 13 نوفمبر 2024
- 24 نوفمبر 2024
- 35 نوفمبر 2024
- 46 نوفمبر 2024
- 57 نوفمبر 2024
- 68 نوفمبر 2024

7 ربيع الآخر أو 7 ربيع الثاني أو يوم 7 \ 4 (اليوم السابع من الشهر الرابع) هو اليوم السادس والتسعين من أيَّام السنة (أو السابع والتسعين لو كان شهر صفر مُتممًا لليوم الثلاثين) وفق التقويم الهجري القمري (العربي). يبقى بعده 258 أو 259 يومًا لانتهاء السنة.

## أحداث
- 4 هـ - زواج علي بن أبي طالب وفاطمة الزهراء بنت النبي محمد.
- 1150 هـ - الجيش العثماني المرابط في البوسنة ينتصر على الجيش الألماني في معركة «بانياقولو».
- 1293 هـ -
  - إنشاء صندوق الدين بمصر، بعد عجز الخديوي إسماعيل عن سداد أقساط ديون مصر المستحقة لبنوك أوروبية.
  - البلغار يقومون بعصيان ضد الدولة العثمانية في إيالة الطونة، بمساعدة من روسيا، ويقتلون ألف مسلم، لكن القائد العثماني عبد الكريم نادر باشا تمكن من القضاء على هذا التمرد.
- 1348 هـ - معركة أم رضمة بين حركة الإخوان النجدية المكونة من قبيلة مطير من جهة، وبين مملكة نجد والحجاز وملحقاتها تساندها أكثر من 4 قبائل من جهة أخرى.
- 1362 هـ - القوات البريطانية تحتل مدينتي صفاقس وسوسة التونسيتين أثناء الحرب العالمية الثانية.
- 1364 هـ - إنشاء جامعة الدول العربية بحضور سبع دول عربية هي: مصر والسعودية واليمن وسوريا ولبنان والعراق والأردن، ثم توالى بعد ذلك انضمام الدول العربية إلى الجامعة.
- 1367 هـ - اغتيال إمام اليمن يحيى حميد الدين وذلك بعد عودته من زيارة منطقة بيت حاضر حيث كمن له مجموعة من الثوار وأطلقوا عليه النار مما أدى إلى وفاته.
- 1380 هـ - السنغال تنضم إلى عضوية الأمم المتحدة بعد أقل من شهر من استقلالها عن فرنسا بعد احتلال دام أكثر من ثلاثمائة عام.
- 1381 هـ - إعدام رئيس وزراء تركيا الأسبق عدنان مندريس.
- 1390 هـ - القوات الأمريكية تغادر «قاعدة هويلس» الليبية بعد نحو 25 عامًا من احتلالها بعد طردها للقوات الإيطالية والألمانية منها في أعقاب الحرب العالمية الثانية.
- 1400 هـ - تفجير أمام مبنى وزارة الخارجية في لبنان يودي بحياة الطفلة مايا ابنه القيادي في القوات اللبنانية بشير الجميل مع ثلاثه من مرافقيها.
- 1402 هـ - السنغال وغامبيا ينشئان اتحادًا بينهما أطلق عليه اسم «سنجامبيا» للتعاون السياسي والاقتصادي والوّحدة النقدية بين البلدين، لكن هذا الاتحاد تعرض لأزمات حتى انفكت عُراه بعد 7 سنوات.
- 1427 هـ - الحكومة السودانية توقع اتفاقًا مع حركة تحرير السودان.
- 1430 هـ - محمد نجيب بن عبد الرزاق يؤدي اليمين الدستورية ليصبح رئيس وزراء ماليزيا السادس خلفًا لعبد الله بن أحمد بدوي.
- 1438 هـ - الإعلان عن فوز الجزائري رياض محرز بجائزة أفضل لاعب أفريقي للعام 2016م.

## مواليد
- 1329 هـ - الهادي نويرة، سياسي ورئيس وزراء تونسي.
- 1351 هـ - حورية حسن، مغنية وممثلة مصرية.
- 1376 هـ - محسن بدوي، رجل أعمال وناشط سياسي وكاتب مصري.
- 1393 هـ - هشام الهاشمي، كاتب وباحث سياسي وناشط سلام عراقي.

## وفيات
- 611 هـ - عبد الله بن الحسن القرطبي، عالم مسلم ولغوي وأديب أندلسي.
- 1310 هـ - التارزي البرجي، صوفي وشاعر عثماني جزائري.
- 1334 هـ - مصطفى خلقي، شاعر وعسكري وموسيقي سوري.
- 1347 هـ - عبد الخالق ثروت، سياسي مصري.
- 1348 هـ - عبد العزيز بن فيصل الدويش، قائد حركة الإخوان.
- 1367 هـ - يحيى حميد الدين، إمام المملكة المتوكلية اليمنية.
- 1379 هـ - كامل كيلاني، كاتب وأديب مصري، رائد أدب الطفل في العالم العربي.
- 1381 هـ - عدنان مندريس، رئيس وزراء تركيا.
- 1385 هـ - عبد الحميد بدوي، قانوني مصري وعضو مجمع اللغة العربية بالقاهرة.
- 1424 هـ - عبد الغني الجمسي، وزير الدفاع المصري.
- 1432 هـ -
  - أمل سكر، ممثلة سورية.
  - توفيق طوبي، سياسي من عرب 48.
- 1435 هـ - سهير الإتربي، إعلامية مصرية.
- 1438 هـ - رفيق السبيعي، ممثل سوري.

## وصلات خارجية
- موقع قصة الإسلام: حدث في شهر ربيع الأوَّل.